# Tilloa
Tilloa (auch: Tiloa) ist ein Dorf in der Landgemeinde Banibangou in Niger.

## Geographie
Das von einem traditionellen Ortsvorsteher (chef traditionnel) geleitete Dorf liegt am Trockental Kori de Ouallam. Es befindet sich rund 67 Kilometer westlich des Hauptorts Banibangou der gleichnamigen Landgemeinde und des gleichnamigen Departements Banibangou, das zur Region Tillabéri gehört. Etwa 28 Kilometer nördlich von Tilloa verläuft die Staatsgrenze zu Mali. Zu den Siedlungen in der näheren Umgebung von Tilloa zählen Inzouett und Intagarmey im Nordosten, Adabdab im Osten, Tizé Gorou im Südosten und Tongo Tongo im Westen.
Tilloa ist Teil der Übergangszone zwischen Sahara und Sahel. Die durchschnittliche jährliche Niederschlagsmenge beträgt hier zwischen 200 und 300 mm.

## Geschichte
Eine Patrouille der Streitkräfte Nigers geriet im Februar 2017 bei Tilloa in einen Hinterhalt. Dabei wurden 15 Soldaten getötet und 19 verwundet.
Das Nachbardorf Inzouett wurde am 18. Januar 2018 von einer bewaffneten Gruppe angegriffen. Die Angreifer erschossen einen Mann und stellten der versammelten Bevölkerung ein Ultimatum von zwei Tagen, das Dorf zu verlassen, andernfalls sie ebenfalls getötet werden würden. Daraufhin flüchteten Einwohner von Inzouett nach Tilloa, die zum Teil in der Schule untergebracht wurden. Anfang Juni 2018 nahm Tilloa erneut Binnenflüchtlinge auf.
Soldaten der Streitkräfte Nigers und der Opération Barkhane führten im Februar 2020 eine Militäroperation im Westen Nigers durch, bei der 120 Gegner getötet wurden, davon 23 im Dreieck zwischen Tilloa, Inatès und Tongo Tongo. Nach einem Angriff auf Soldaten in Tilloa am 10. März 2023 kam es zu einer Operation von Boden- und Lufttruppen der nigrischen Streitkräfte in der Gegend von Hamakat im Staatsgebiet von Mali. Dabei wurden 79 Gegner getötet.

## Bevölkerung
Bei der Volkszählung 2012 hatte Tilloa 1769 Einwohner, die in 189 Haushalten lebten. Bei der Volkszählung 2001 betrug die Einwohnerzahl 1295 in 134 Haushalten und bei der Volkszählung 1988 belief sich die Einwohnerzahl auf 1371 in 145 Haushalten.

## Wirtschaft und Infrastruktur
Tilloa liegt in einem Gebiet der Wanderweidewirtschaft, das sich entlang der Staatsgrenze zu Mali erstreckt. Bei der Siedlung dringen ackerbauliche Aktivitäten in dieses Gebiet vor. In Tilloa wird ein Wochenmarkt abgehalten. Der Markttag ist Sonntag. Die Niederschlagsmessstation in Tilloa wurde 1981 in Betrieb genommen.
Mit einem Centre de Santé Intégré (CSI) ist ein Gesundheitszentrum vorhanden. Es gibt eine Schule. Das nigrische Unterrichtsministerium richtete 1996 gemeinsam mit dem Welternährungsprogramm der Vereinten Nationen zahlreiche Schulkantinen in von Ernährungsunsicherheit betroffenen Zonen ein, darunter eine für Kinder von Wanderhirten in Tilloa.
Tilloa ist über die 45 Kilometer lange Route 673 mit dem Dorf Mangaïzé verbunden. Es handelt sich um eine einfache Piste.